# Унтершарфюрер

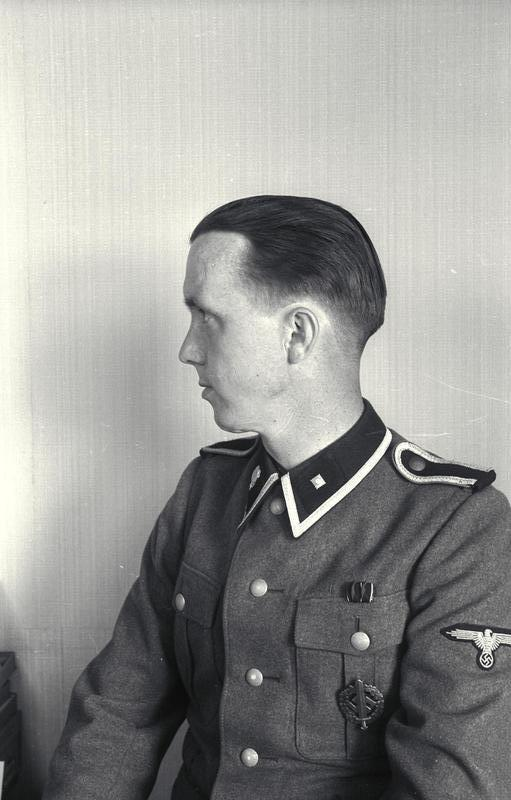
CC-Унтершарфюрер

Унтершарфю́рер (нім. SS-Unterscharführer) — військове звання СС (нім. Schutzstaffel), яке існувало з 1934 по 1945. Відповідало званню унтер-офіцер у Вермахті, а у сучасних Збройних силах багатьох країн може бути еквівалентно званню капрал або молодший сержант.
Звання унтершарфюрер було введене в системі звань СС після її реорганізації, що послідкувала за Ніччю довгих ножів, в ході якої було створено декілька нових звань, щоб відокремити СС від СА.
Звання унтершарфюрер СС було створене із старого звання СА шарфюрер. Після 1934 року звання унтершарфюрер СС стало рівне званню шарфюрер СА. Звання унтершарфюрер було першим унтер-офіцерським званням в СС. Це звання було найпоширенішим в СС. У Загальних СС (нім. Allgemeine-SS) унтершарфюрер зазвичай командував відділенням від семи до п'ятнадцяти чоловік. Звання також широко використовувалося у всіх нацистських службах безпеки, таких як гестапо, СД і айнзатцгруппи.
У концентраційних таборах унтершарфюрери зазвичай посідали посаду блокфюрер, обов'язком якого було спостереження за порядком в бараку. Посада блокфюрер є символом Голокосту, оскільки саме блокфюрери спільно з різними зондеркомандами здійснювали акції з отруєння газом євреїв й інших «небажаних» для Третього рейху елементів. У Ваффен-СС (нім. Waffen-SS) звання унтершарфюрер було одним із звань молодшого командного складу рівня роти і взводу.
Звання було також рівне першому кандидатському званню в офіцери Ваффен-СС — юнкер СС. Оскільки вимоги до бойових унтер-офіцерів були вищі, ніж до унтершарфюрерів загальних СС, претенденти на це звання піддавалися у Ваффен-СС спостереженню і відбору. Протягом цього часу претендент вважався «кандидатом в унтерфюрери» і отримував це звання після відповідної оцінки, тренувань і іспиту.
Знаки розрізнення CC Унтершарфюрера Ваффен-СС

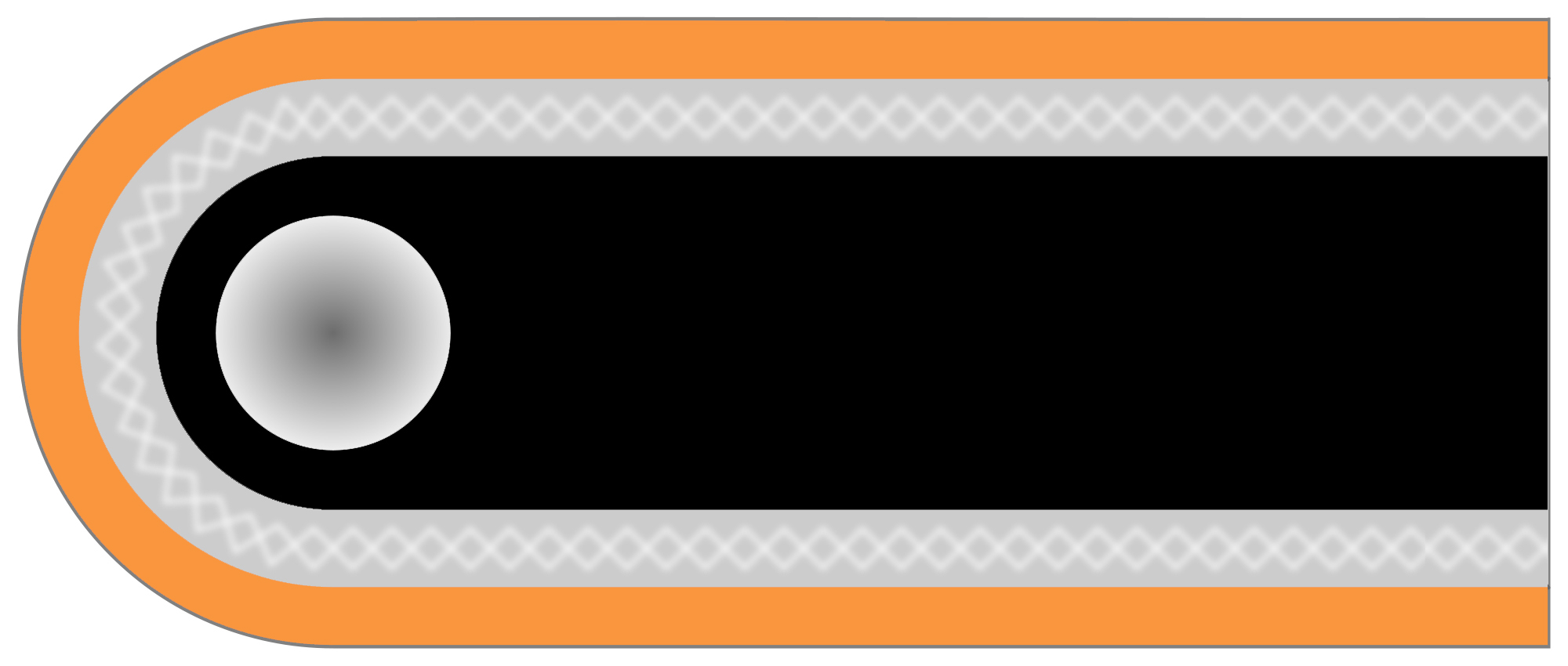
Погон
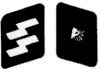
Петлиця унтершарфюрера Загальних військ СС з 1934 до 1940
Петлиця унтершарфюрера з 1940 до 1945
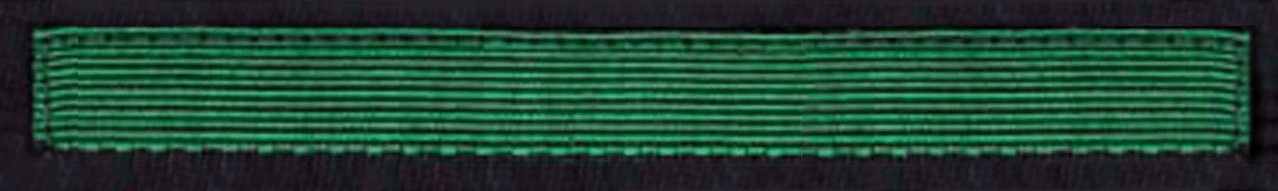
Маскувальний костюм